# Jakub Chareuski
Jakub Chareuski, biał. Якуб Харэўскі, ps. "Якуб Новік" (ur. w 1900 r. w rejonie Prużany, zm. 2 kwietnia 1968 r. w Rio Grande w Brazylii) – białoruski dowódca partyzancki (ataman), emigracyjny publicysta i działacz kombatancki
W 1918 r. zorganizował i stanął na czele białoruskiego oddziału partyzanckiego walczącego z Polakami w Puszczy Różańskiej. Oddział podlegał władzom Białoruskiej Republiki Ludowej. Wchodził w skład 5 grupy partyzanckich wojsk BRL, zaś od 1923 r. był samodzielny. Działał do 1925 r., kiedy otoczony przez polskie wojsko, został rozpuszczony przez swojego dowódcę. Sam J. Chareuski przedostał się na terytorium Białoruskiej Socjalistycznej Republiki Radzieckiej. W 1937 r., ratując się przed aresztowaniem ze strony NKWD, uciekł do Polski. Zamieszkał na Wołyniu. Na nielegalnej konferencji działaczy zdelegalizowanej Białoruskiej Włościańsko-Robotniczej Hromady, jaka odbyła się na pocz. 1939 r. w Baranowiczach, otrzymał zadanie udania się na Polesie i zorganizowania antypolskiego powstania w przypadku wybuchu wojny między Polską i Niemcami. Jakub Chareuski został zastępcą przywódcy partyzantów Iwana Tarasiuka, a po jego śmierci przejął jego funkcję. Dysponował ok. 5 tys. ludzi. Przygotował na 18 września atak na Pińsk, ale musiał z niego zrezygnować z powodu wejścia Armii Czerwonej na wschodnie obszary Polski 17 września. Po zajęciu przez wojska niemieckie Białorusi odtworzył w lipcu 1941 r. swój oddział partyzancki. Współpracował z ukraińskimi partyzantami. W 1942 r. został jednym z przywódców konspiracyjnej Białoruskiej Partyzantki Ludowej działającej na Polesiu. Zasiadał w tzw. "Ławie Atamanów". Jednocześnie wchodził w skład nielegalnej Białoruskiej Ludowej Hromady. W 1943 r. działał na Wołyniu wespół z ukraińskimi oddziałami partyzanckimi Siczy Poleskiej atamana Tarasa Bulby-Borowcia. Podczas ewakuacji Niemców z okupowanej Białorusi pod koniec czerwca 1944 r. oddział J. Chareuskiego zdobył niemiecki magazyn wojskowy w Lubaszowie. Do końca lat 40. prowadził ciężkie walki z Sowietami na Pińszczyźnie i w rejonie Brześcia, stale współpracując z Ukraińską Powstańczą Armią. W 1948 r. przeszedł w rejonie Terespola do Polski. Następnie przedostał się przez Czechosłowację do zachodnich Niemiec. W 1949 r. J. Chareuski wraz ze swoimi podkomendnymi wyemigrował do Brazylii, gdzie stanął na czele południowoamerykańskiego oddziału Związku Byłych Uczestników Zbrojnej Walki o Wyzwolenie Białorusi. W 1968 r. w piśmie "Беларускі Голас", wydawanym w Toronto, ukazał się artykuł jego autorstwa pt. "Аб беларускай партызанцы ў апошнюю вайну".
W 1968 r. zginął w wypadku samochodowym. Według części źródeł mogły być w to zamieszane sowieckie służby specjalne.